# Ahmet Peker
Ahmet Peker (ur. 4 grudnia 1985) – turecki zapaśnik w stylu wolnym. Olimpijczyk z Londynu 2012, gdzie zajął dziewiąte miejsce w wadze 55 kg.
Zajął 18. miejsce w mistrzostwach świata w 2011. Brązowy medal na igrzyskach śródziemnomorskich w 2013. Brązowy medal w mistrzostwach Europy w 2012 i dziewiąty w 2011. Dziesiąty w Pucharze Świata w 2010; jedenasty w 2012. Akademicki wicemistrz świata z 2016. Mistrz świata juniorów w 2006, 2008 i 2009, Europy w 2007 i 2009 roku.